# Argentinosaur
Argentinosaur, dinosaur biljožder iz doba kasne krede (prije oko 90 000 000 godina), koji se smatra najvećim, iako ne i najdužim, dinosaurom svih vremena.
Ostaci vrste pronađeni su nedaleko od Chipoleta, u provinciji Neuquén (Patagonija, Argentina), a opisali su ih argentinski paleontolozi José F. Bonaparte i Rodolfo Coria, 1993. godine.
Smatra se da je ovo bila najveća životinja koja je ikada živjela na Zemlji. Bio je dugačak gotovo 40 metara, visok 12 metara i težak od 99 do 110 tona. Fosilni ostaci se čuvaju u fernbankškom Muzeju povijesti prirode u Atlanti, Georgia, SAD.